# Juan José Goiriena de Gandarias
Juan José Goiriena de Gandarias   (Vitòria, 27 de juliol de 1948 - Barakaldo, 1 de setembre de 2020) Juan José Goiriena de Gandarias y Gandarias, va ser un investigador i professor basc. Rector de la Universitat del País Basc (1991-1996).

## Biografia
Va obtenir la llicenciatura en medicina i cirurgia a la Universitat de Salamanca. Va exercir la docència i la recerca en les universitats d'Oviedo, Múrcia i del País Basc. A més de professor, va exercir diversos càrrecs en la Universitat del País Basc: secretari de la Facultat de Medicina (1974-1975); vicerector d'Organització Acadèmica (1980-1984) i rector (1991-1996).
Com a professor va dirigir vint tesis doctorals, de les quals cinc van rebre el Premi Extraordinari. Va ser autor de més de vuitanta comunicacions i treballs de recerca entre els quals destaquen els publicats en el British Journal of Pharmacology, Enzime, Medicine & Science in Sports & Exercise Journal (MSSE) o The Journal of Applied Physiology entre d'altres, a més participar en la publicació de nombrosos llibres. Entre els seus últims treballs de recerca van destacar els relacionats amb la fisiologia del ciclisme, juntament amb publicacions en les revistes de l'àrea de l'esport de màxim impacte.
Així mateix, des de juliol de 1984 fins a maig de 1987, va ser viceconseller de Sanitat i Consum del Departament de Sanitat i Seguretat Social del Govern Basc.
Des de 1997 va ser director de l'Institut Mèdic de Basurto, especialitzat en medicina de l'esport.

## Acadèmies a les quals va pertànyer
- President de Societat d'Estudis Bascos (1996-2002)
- Membre de l'Acadèmia Europea de Ciències i Arts, (Salzburg, Àustria)
- Membre de la Reial Acadèmia de Medicina del País Basc/EHMEA
- Acadèmic de número de Jakiunde des de la creació de l'Acadèmia el 2007.

## Distincions
- 1973 Premi Extraordinari per la seva Tesi Doctoral
- 1996 Medalla d'Or de la UPV/EHU
- 2019 Medalla d'Or de la Reial Acadèmia de Medicina del País Basc

## Publicacions
Algunes de les seves publicacions són:
- Enzimopatías Genètiques en Oftalmologia (1971)
- Hematies (1975)
- La salut de l'any (2000)
- Discurs Posar la recepció pública de l'Acadèmic electe (1992)